# Johann Joseph Faber
Pour les articles homonymes, voir Faber.
Johann Joseph Faber, né à Hosingen le 30 mars 1767 et mort à Wiltz le 19 mars 1846, est un homme politique.
- Bourgmestre de Wiltz
- Membre de la seconde Chambre (1817-1830)

## Sources
- (nl) Sa fiche sur parlement.com